# Епископские ворота
Епископские ворота — фортификационное сооружение в древнерусском Переяславле, южный въезд в Переяславский детинец. С внешней стороны Епископские ворота выходили на реку Трубеж, с внутренней стороны они вели к епископскому двору, на котором были расположены Михайловский собор, епископский дворец и небольшая Андреевская церковь.
Следы Епископских ворот были обнаружены в 1955 году при случайных земляных работах под бастионом XVII—XVIII веков. В 1956 году раскопки найденного сооружения начал Михаил Каргер. В 1958 году земляной бастион был срыт, а в следующем году сотрудники местного музея продолжили раскопки.
От Епископских ворот сохранились поперёк вала две массивные стены, сложенные из кирпича и камня, между которыми находился проезд шириной около 4 м, вымощенный крупными камнями с ровной внешней поверхностью. Стены сохранились местами на высоту до 2 м. Они были расчленены пилонами, служившими опорой для арок сводчатого перекрытия проезда. При раскопках в воротном пролёте обнаружен массивный завал строительных материалов от надвратной церкви, в том числе многочисленные фрагменты штукатурки с остатками фресковой росписи, смальта от мозаик, куски свинцовых листов от кровли и обломки крупного оконного стекла.

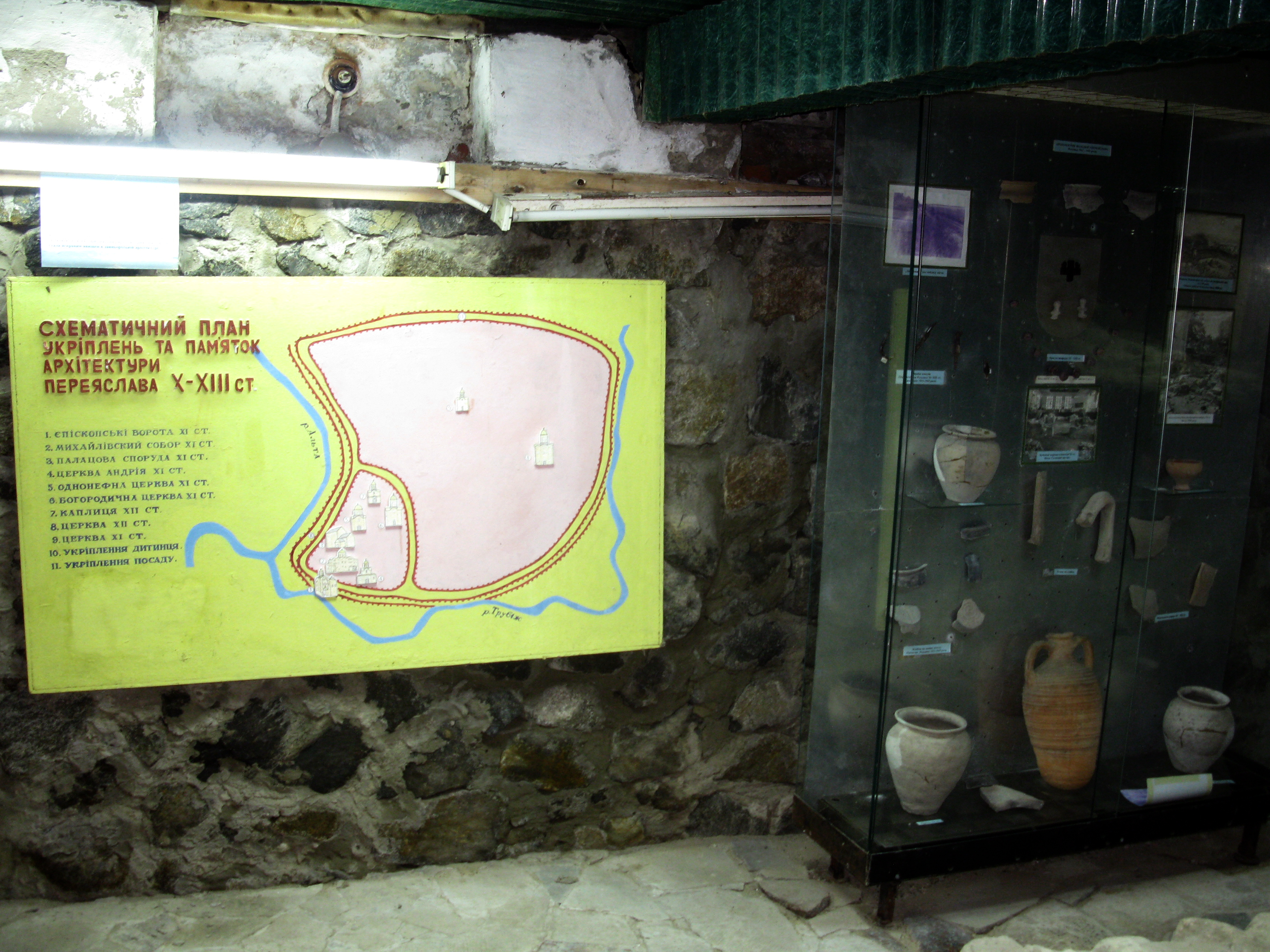
Расположение Епископских ворот в Переяславском детинце

К воротам с внутренней стороны вала примыкала прямоугольная в плане (6,2 х 4,4 м) башня с двухмаршевой лестницей, ведущей к с надвратной церкви святого Федора Стратилата. Сохранились основание башни и низ дверного проёма. К башне под тупым углом примыкала каменная стена, остатки которой прослежены на длину около 10 м. Стена имела ширину 1,2 м и была расчленена выступами-лопатками.
По приёмам строительной техники и характеру строительных материалов создание воротного комплекса датируется концом XI века, что позволяет связать его с летописным сообщением 1089 года о постройке митрополитом Ефремом «каменного града» с надвратной церковью Фёдора. Открытая раскопками каменная стена отделяла епископский двор от остальной площади детинца.
Разрушение Епископских ворот, как и всего города, связано с Батыевым нашествием 1239 года. В настоящее время реконструкционная модель Епископских ворот представлена в Музее архитектуры древнерусского Переяслава.